# Ordînsk-Buriatia

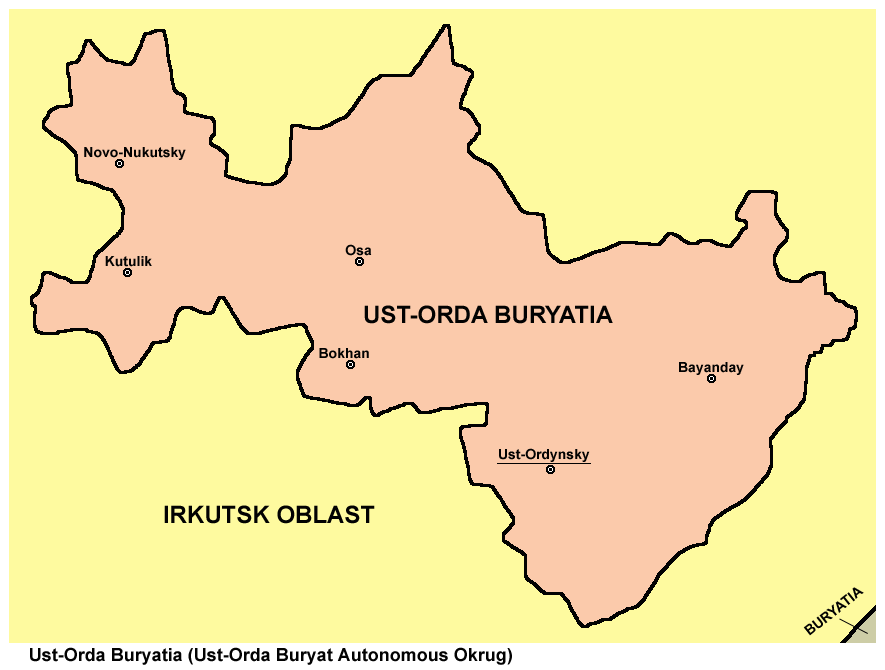

Ordînsk-Buriatia este un district autonom din Federația Rusă, situat în sud-estul Siberiei. Are 22,4 mii km² și circa 155 mii locuitori, desimea medie a populației fiind de șapte locuitori pe km². Majoritatea populației sînt ruși (55% din totalul populației), buriații, populație mongolă (pentru care a fost creată această autonomie) sînt astăzi minoritari (40% din totalul populației). Capitala regiunii este orașul Usti Ordînski.
Regiunea autonomă Ordînsk-Buriatia este o enclavă în cadrul teritoriului regiunii Irkutsk, cu care urmează să fuzioneze la 1 ianuarie 2008 într-un singur subiect federal al Rusiei.